# Inverse Dokumenthäufigkeit
Die Inverse Dokumenthäufigkeit (englisch Inverse Document Frequency (IDF)) dient beim Information Retrieval zur Bestimmung der Trennfähigkeit eines Wortes bzw. Termes für die Indexierung von Dokumenten. 
Ein Wort, das nur in wenigen Dokumenten oft vorkommt, ist geeigneter als eines, das in fast jedem Dokument oder nur sehr gering auftritt. Zusammen mit der Termfrequenz (siehe Tf-idf-Maß) wird sie zur Gewichtung von Wörtern bei der Automatischen Indexierung eingesetzt.
Die Inverse Dokumenthäufigkeit lässt sich berechnen als
{\displaystyle {\text{IDF}}_{t}=\log \left({\frac {N_{D}}{f_{t}}}\right)}
wobei {\displaystyle N_{D}} die Anzahl der Dokumente bezeichnet und {\displaystyle f_{t}} die Anzahl der Dokumente, die den Term {\displaystyle t} enthalten. Wenn die Dokumentenhäufigkeit wächst, wird der Bruch kleiner. IDF wurde 1972 von der britischen Informatikerin Karen Spärck Jones erstmals beschrieben und wird weithin in den Methoden der Informationswiedergewinnung und der Sprachverarbeitung eingesetzt.